# Syogo Utsunomiya
Syogo Utsunomiya (宇都宮 章吾, Utsunomiya Shōgo), né 15 février 1956, est un astronome amateur japonais.

## Biographie
Syogo Utsunomiya est un astronome amateur japonais, agriculteur de profession, vivant à Oguni, une petite ville située près du mont Aso, dans l'île de Kyūshū, préfecture de Kumamoto. Dans le domaine de l'astronomie, il s'est principalement consacré à la recherche de comètes.
En 2002, il a été l'un des lauréats du Prix Edgar-Wilson. L'astéroïde (20151) Utsunomiya a été nommé en son honneur.

## Découvertes
Il a découvert plusieurs comètes.
| Type d'objet | Dénomination                 | Date de découverte | Co-découvreur                | Source et notes |
| ------------ | ---------------------------- | ------------------ | ---------------------------- | --------------- |
| comète       | 122P/de Vico                 | 17 septembre 1995  | Yuji Nakamura Masaaki Tanaka | redécouverte    |
| comète       | C/1997 T1 (Utsunomiya)       | 3 octobre 1997     | -                            | [ 3 ]           |
| comète       | C/2000 W1 (Utsunomiya-Jones) | 18 novembre 2000   | Albert F. A. L. Jones        | [ 4 ]           |
| comète       | C/2002 F1 (Utsunomiya)       | 18 mars 2002       | -                            | [ 5 ]           |